# Extreme Championship Wrestling
La Extreme Championship Wrestling, nota anche con l'acronimo ECW, è stata una federazione di wrestling statunitense con sede nella città di Filadelfia in Pennsylvania, fondata il 25 aprile 1992 da Tod Gordon e fallita il 4 aprile 2001.
Inizialmente conosciuta con il nome di Eastern Championship Wrestling, fece parte del Circuito indipendente associate alla National Wrestling Alliance fino all'ottobre del 1992, quando Tod Gordon acquisì la società e la rinominò Extreme Championship Wrestling. In quegli anni la ECW acquisì grande popolarità negli Stati Uniti grazie alla sua schiera di tifosi estremamente leale e all'utilizzo di stili di wrestling estremi come l'high-flying e l'hardcore, in contrasto con quello più tradizionale offerto all'epoca dalle più note WWF e WCW.
In seguito ad una profonda crisi finanziaria, la ECW dichiarò il fallimento nell'aprile del 2001. Due anni dopo la World Wrestling Entertainment acquisì i diritti del relativo marchio e il suo archivio video, dando vita anche ad un pay-per-view intitolato One Night Stand, svoltosi il 12 giugno 2005 all'Hammerstein Ballroom di New York. Nel giugno del 2006 la WWE introdusse ufficialmente la ECW come proprio roster da affiancare a Raw e SmackDown, ma la abbandonò definitivamente nel marzo del 2010.

## Storia

### Tri-State Wrestling Alliance ed Eastern Championship Wrestling
L'ECW ebbe origine da una precedente federazione chiamata Tri-State Wrestling Alliance e fondata nel 1989 da Joel Goodhart e facente parte del sistema dei territori NWA.
Nel 1992, Goodhart cedette la federazione a Tod Gordon che ne cambiò il nome in Eastern Championship Wrestling che prese come head booker Eddie Gilbert, ma che sostituì con Paul Heyman nel settembre 1993. Paul Heyman in precedenza aveva lavorato per la World Championship Wrestling.

#### Separazione dalla National Wrestling Alliance
Nel 1994 scade il patto di non concorrenza tra Jim Crockett Jr. e Ted Turner e Crockett, che optava per rientrare nel circuito dei territori NWA, chiese a Gordon di organizzare un torneo per il titolo NWA World Heavyweight Championship nella zona di Filadelfia, ma il presidente NWA Dennis Coralluzzo nega il permesso temendo che questo evento potesse ridare a Crockett il monopolio del titolo come già avvenne negli anni ottanta.
Gordon, dal canto suo, invece era per il distacco dalla NWA e programmò assieme a Paul Heyman la vittoria del titolo da parte di Shane Douglas su 2 Cold Scorpio con il conseguente abbandono del titolo al centro del ring. La scelta di Douglas non avvenne per caso, poiché Coralluzzo aveva pubblicamente insultato Douglas e aveva ordinato ai booker di non inserirlo in nessuna card: con la vittoria del titolo, e il fatto che Douglas buttò davvero a terra la cintura NWA per sollevare invece quella dell'ECW, il pretesto per uscire dalla NWA divenne un fatto compiuto. Coralluzzo dichiarò infatti che Douglas sarebbe stato spogliato di entrambi i titoli, e di conseguenza Gordon rispose dicendo che da quel giorno lui sarebbe uscito dal circuito NWA per riconoscere Douglas come proprio campione e dando il nuovo nome di Extreme Championship Wrestling alla sua federazione.
La ECW registrò i suoi spettacoli in un ex magazzino che chiamò ECW Arena e che era organizzato con normali sedie, quattro gradoni portatili e un set molto povero che però rifletteva esattamente lo stile di wrestling proposto. Gli spettacoli furono trasmessi da una stazione locale di Filadelfia il martedì sera e, quando quella stazione fallì nel 1997, furono trasmessi sul canale WPPX-TV 61.

### Extreme Championship Wrestling

#### Acquisizione di Paul Heyman e collaborazione con altre federazioni
Nel 1995, l'head booker Paul Heyman acquistò la federazione da Tod Gordon, che rimase comunque negli spettacoli come commissioner on-screen. Gordon abbandonò anni dopo dichiarando che fossero motivi di famiglia, ma secondo alcune voci sarebbe stato licenziato da Heyman poiché incitava i lottatori a passare alla concorrente World Championship Wrestling (WCW).
Nella storyline, durante un evento della World Wrestling Federation chiamato King of the Ring 1995 e tenutosi nella zona di Filadelfia, durante un match tra Mabel e Savio Vega la folla ha cominciato a intonare il coro "ECW! ECW! ECW!" ed il 22 settembre 1996, durante l'evento WWF In Your House 10: Mind Games, alcune star della ECW come Paul Heyman, The Sandman, Tommy Dreamer e Tazz sono in prima fila, con Sandman che passa anche una birra a Savio Vega durante uno Strap match contro Bradshaw.
Vince McMahon (il presidente della WWF), vista la fama locale acquisita dalla ECW, decise di investire su di essa portandola sugli schermi nazionali americani e il 24 febbraio 1997 successe che durante una puntata di Raw, i wrestler della ECW invadono la WWF al Manhattan Center e nei mesi seguenti viene organizzato un pay-per-view che prevedeva tre match disputati tra i wrestler delle due federazioni e organizzati da Paul Heyman (head booker ECW) e Jerry Lawler (commentatore e personaggio ben noto in WWF e proprietario della United States Wrestling Association USWA).
L'invasione inoltre scatenò una faida interpromozionale tra la ECW e la USWA e nel corso del 1997 avvenne uno folto scambio di wrestler e altri personaggi tra le due federazioni.
Anche nell'ambito del rapporto ECW - WWF avvennero degli scambi e il 13 aprile 1997 la ECW trasmise il suo primo pay-per-view chiamato Barely Legal dove nel main event Terry Funk sconfisse Raven vincendo il titolo ECW World Heavyweight Championship.
Nel PPV di giugno (Wrestlepalooza 1997), Raven disputò il suo ultimo match in ECW prima trasferirsi in WCW perdendo contro Tommy Dreamer il quale venne in seguito attaccato da Lawler, episodio da cui ne uscì la sfida ad Hardcore Heaven 1997, vinta da Dreamer.
L'ECW produsse PPV anche nel 1998 e 1999 continuando ad aumentare la sua fama e il motivo del suo grande successo consisteva nel fatto di saper produrre materiali diversi dalle altre federazioni proponendo lottatori privi di un personaggio preciso e che si mostravano più come sé stessi e molto più veri dei personaggi interpretati in WWF e WCW. Inoltre le storyline si adottavano a un pubblico adulto e spesso a sfondo sessuale.
Un altro evento documentato della ECW è stato Born to Be Wired.

#### Rivalità con altre federazioni e bancarotta
Nell'aprile del 2000, il detentore del titolo ECW World Heavyweight Championship Mike Awesome fa un'apparizione a Monday Nitro attaccando Kevin Nash ed in seguito Lance Storm dichiara che Awesome non avrebbe firmato il contratto con ECW fin quando Heyman non avesse pagato gli stipendi arretrati. Nella rivalità, l'Executive Producer WCW Eric Bischoff avrebbe voluto far sì che Awesome buttasse la cintura nel cestino dell'immondizia come aveva fatto Madusa nel suo passaggio da WWF alla WCW, ma tutto ciò non fu possibile poiché Heyman aveva presentato un'ingiunzione e il compromesso venne raggiunto quando Awesome si lasciò convincere nel perdere il titolo contro Tazz ad un evento ECW tenutosi il 13 aprile 2000.
Nel 2000, la ECW debuttò nella costa occidentale degli Stati Uniti con il PPV Heat Wave svoltosi a Los Angeles e nell'agosto 1999 cominciò a distribuire gli spettacoli su scala nazionale tramite l'emittente TNN e, nonostante la poca pubblicità disponibile e i pochi fondi, il suo prodotto diviene lo spettacolo principale del canale televisivo. Nel mese di ottobre 2000 però, la TNN scinde il contratto per permettere allo spettacolo di punta della WWF Raw di passare sul loro canale.
La ECW continua a produrre spettacoli nei mesi successivi non riuscendo però a trovare una nuova emittente nazionale ed il 30 dicembre 2000 l'ultima produzione della ECW viene trasmessa su una rete locale, mentre l'ultimo PPV fu Guilty As Charged il 7 gennaio 2001. Il PPV Living Dangerously previsto per l'11 marzo viene cancellato nel mese di febbraio per problemi finanziari ed Heyman dichiara bancarotta il 4 aprile 2001. Secondo Heyman, la ECW è scomparsa a causa della mancata copertura televisiva.
Con la dichiarazione di bancarotta, tutti i beni vengono acquistati dalla World Wrestling Federation.

#### Alliance
A pochi mesi dalla scomparsa, la ECW risorse come stable all'interno della World Wrestling Federation con la storyline dell'Invasion. Nell'edizione di Raw del 9 luglio, Paul Heyman ha fatto il suo debutto insieme a Rob Van Dam e Tommy Dreamer. Prima della fine della puntata, Heyman rivela che ha venduto la federazione a Stephanie McMahon e che insieme alla World Championship Wrestling guidata da Shane McMahon distruggeranno la WWF.
La faida durò per circa sei mesi e si concluse con la vittoria della WWF sull'Alliance a Survivor Series 2001.

#### Documentari
Nell'estate del 2003, la WWE ha acquistato la videoteca ECW in un tribunale fallimentare. Grazie a questa serie di video, è uscito un doppio disco intitolato "The Rise and Fall of ECW" nel 2004.

#### Vari ritorni
Con l'uscita dei DVD, l'interesse verso l'ECW è rinato, con la WWE che nel 2005 ha organizzato un pay-per-view chiamato One Night Stand che è stato caratterizzato dall'avere match in card composti da wrestler della ECW originale. A causa del successo riscosso, la WWE ha organizzato lo stesso evento l'anno successivo, chiamato One Night Stand 2006 e che ha visto nascere il roster ECW capeggiato da Paul Heyman affiancato ai brand di Raw e SmackDown. Durante l'evento Rob Van Dam ha sconfitto John Cena conquistando il WWE Championship, vedendosi anche nominare ECW World Heavyweight Champion. Il roster esisterà fino al 16 febbraio 2010, quando verrà rimpiazzato dal reality WWE: NXT. Nello stesso weekend di One Night Stand 2005 si è tenuta un'altra riunione promossa da Shane Douglas, Cody Michaels e Jeremy Borash tenutasi alla ECW Arena il 10 giugno e intitolata Hardcore Homecoming. A causa del successo della manifestazione, un tour è stato promosso in giro per gli Stati Uniti. Dopo il debutto di Tommy Dreamer in Total Nonstop Action Wrestling e la creazione di una stable formata da ex ECW e chiamata EV 2.0, il presidente della TNA Dixie Carter ha creato un pay-per-view tributo chiamato Hardcore Justice. Una nuova federazione chiamata Extreme Rising è stata creata da Shane Douglas, Cody Michaels, Kevin Kleinrock e Steve e Michael O'Neil. Questa federazione offre match di ex stelle ECW contro giovani talenti abbracciando lo stile hardcore dell'ECW originale. Il primo show si è tenuto il 28 aprile 2012.
Le stelle della ECW erano lottatori che sono entrati nella leggenda dell'Hardcore come Terry Funk, Tommy Dreamer, Rob Van Dam, Sabu, i Dudley Boyz, Cactus Jack, Shane Douglas, Raven, Rhino, Taz, The Sandman, New Jack, Jerry Lynn e molti altri. 

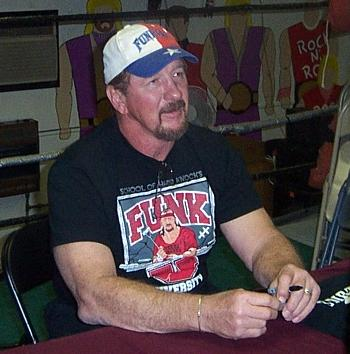
Terry Funk
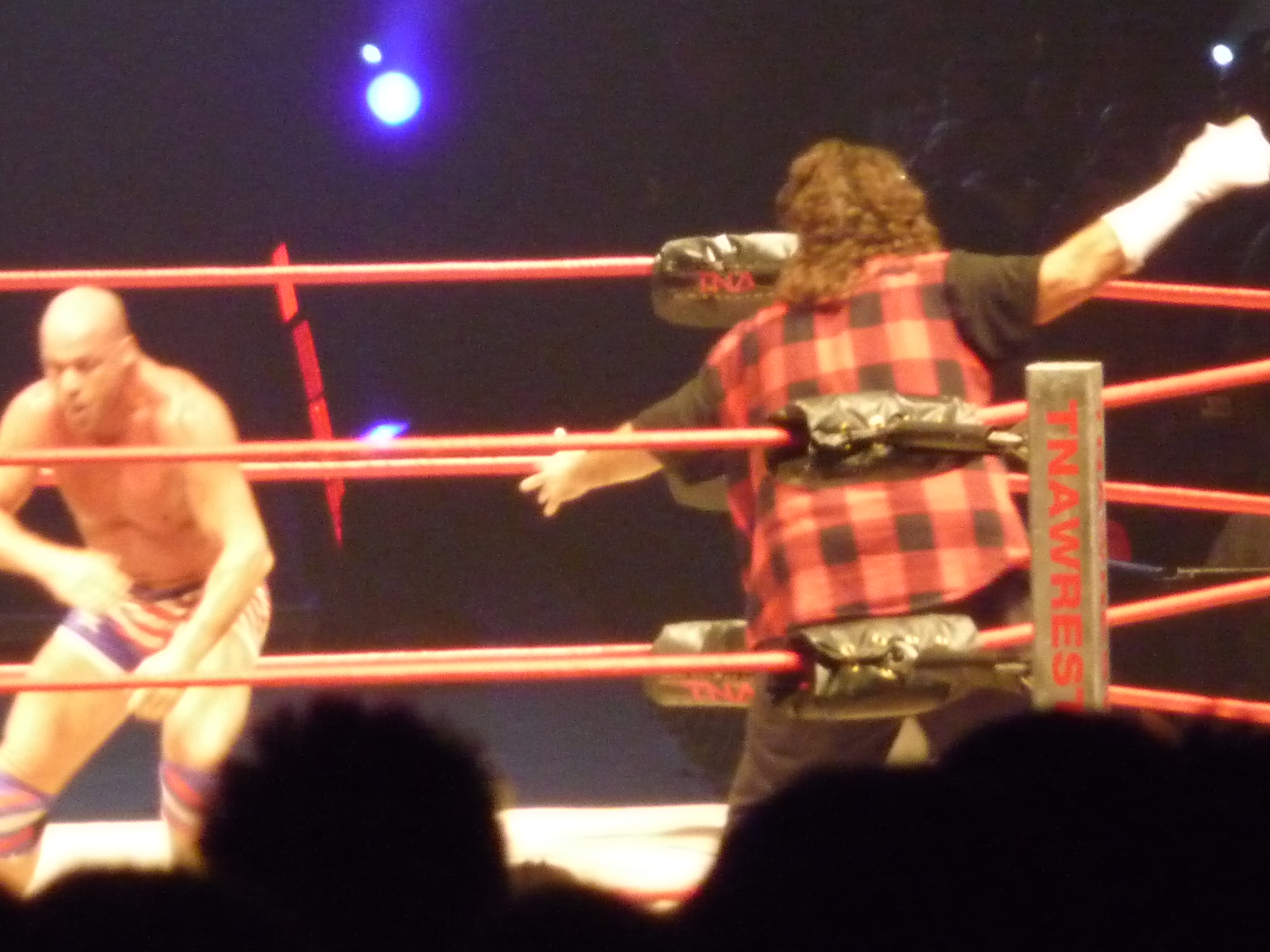
Mick Foley
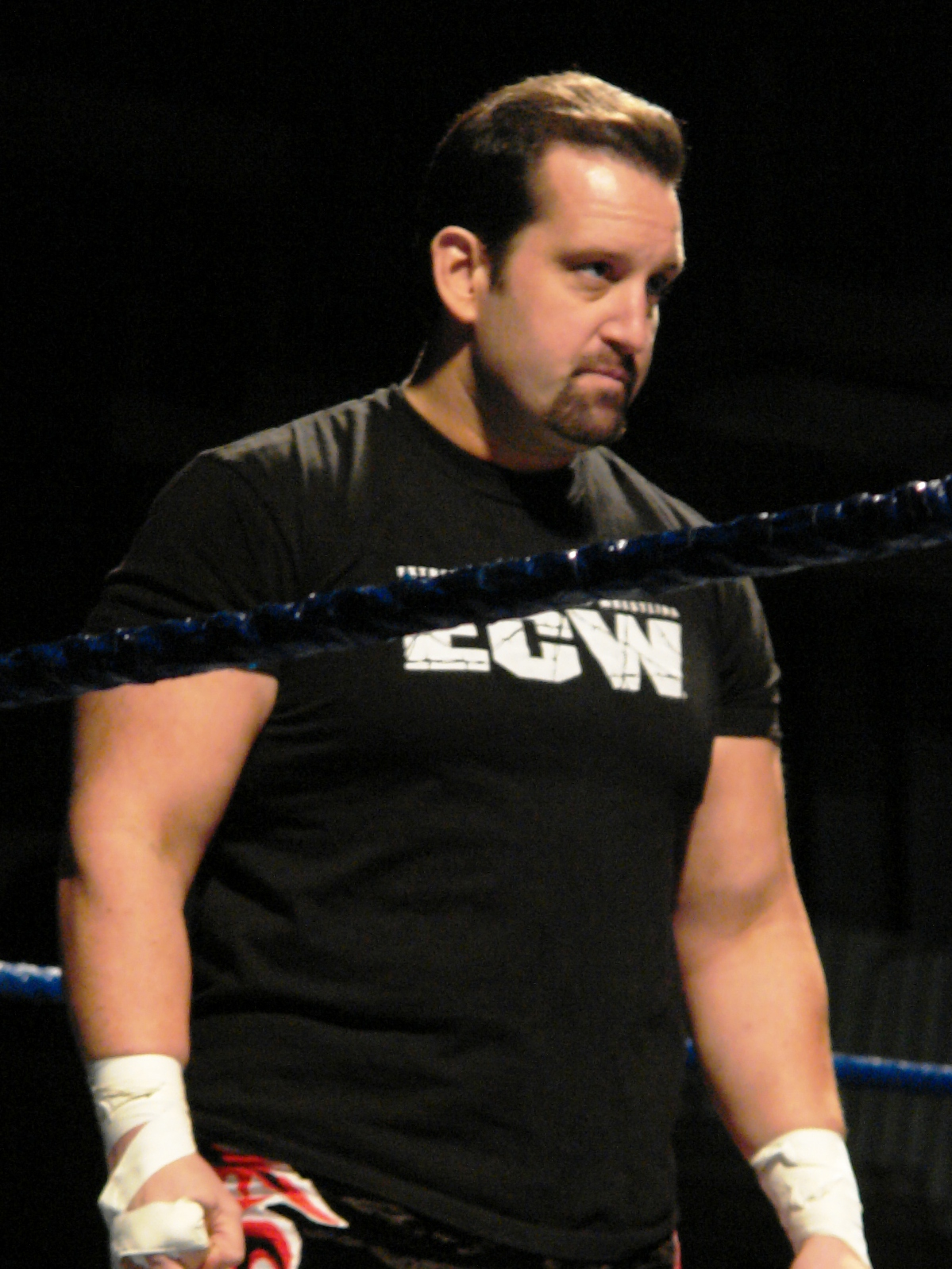
Tommy Dreamer
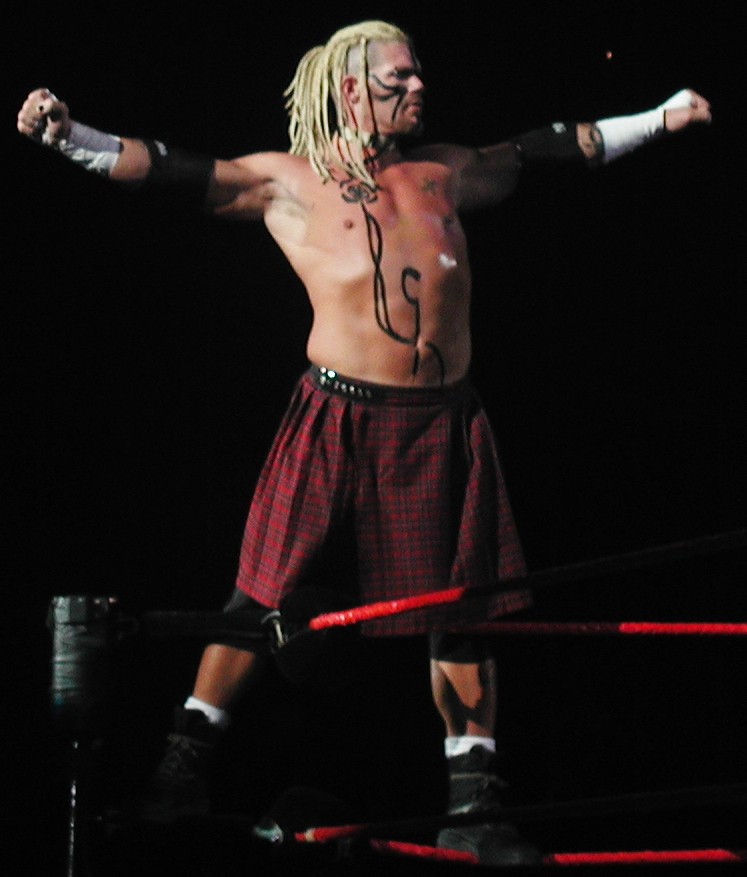
Raven
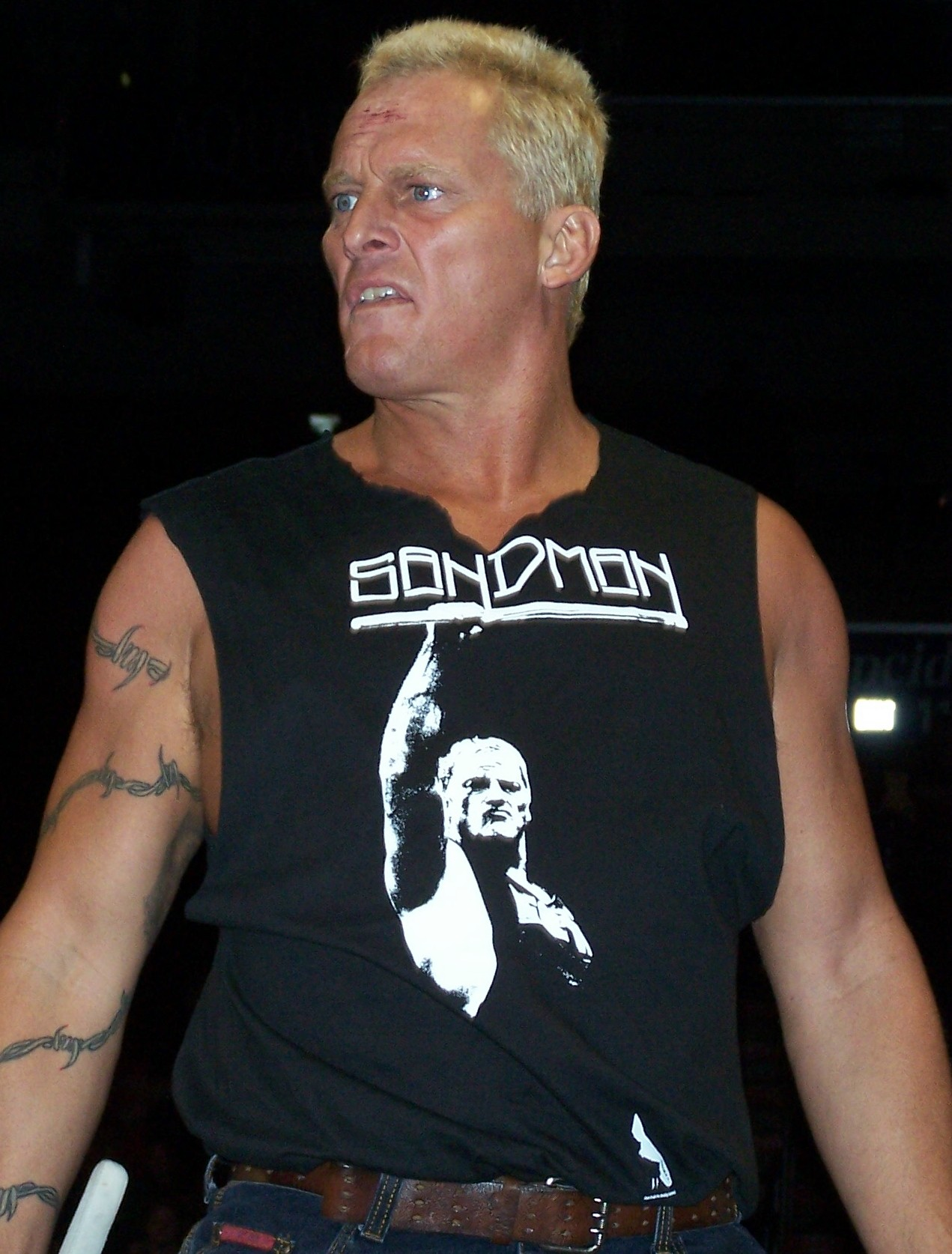
The Sandman
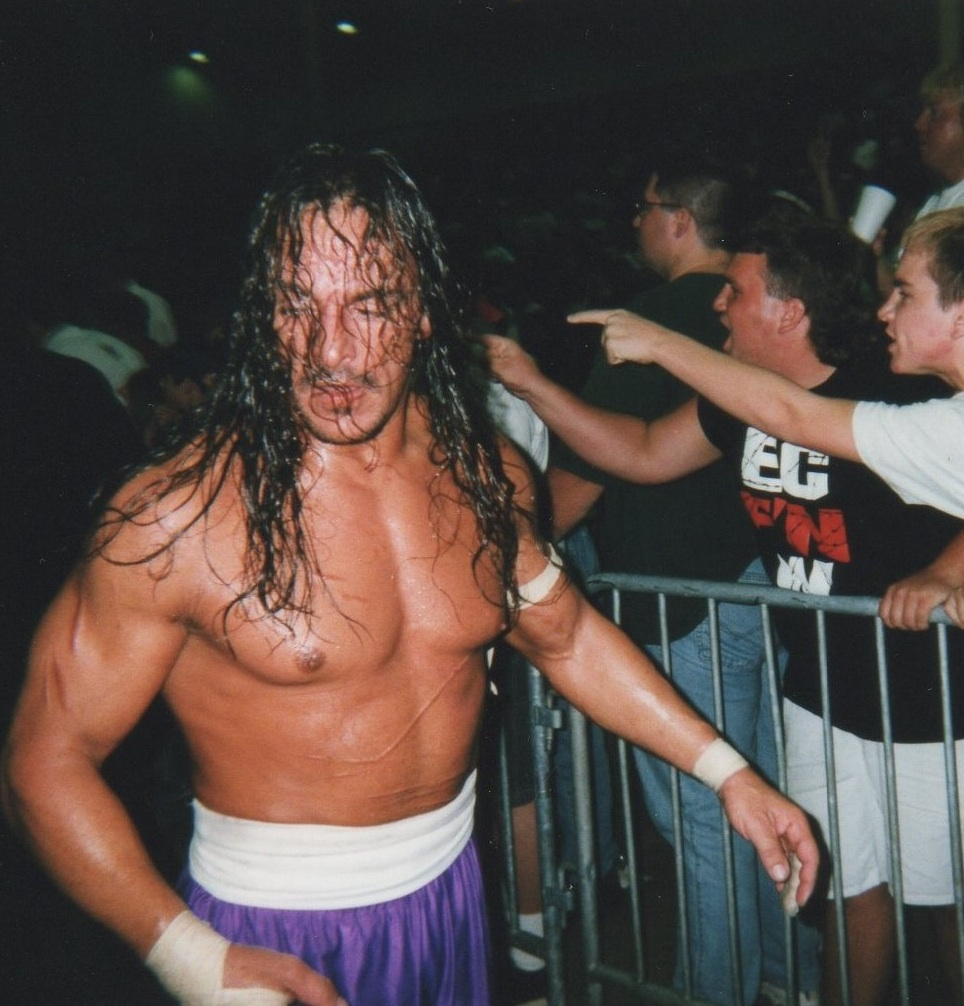
Sabu
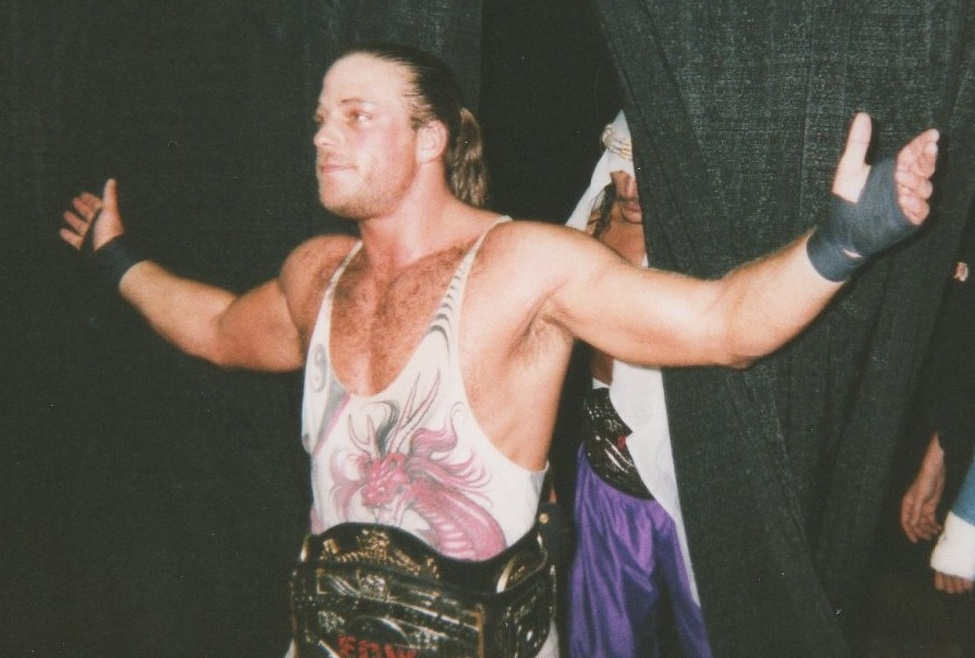
Rob Van Dam
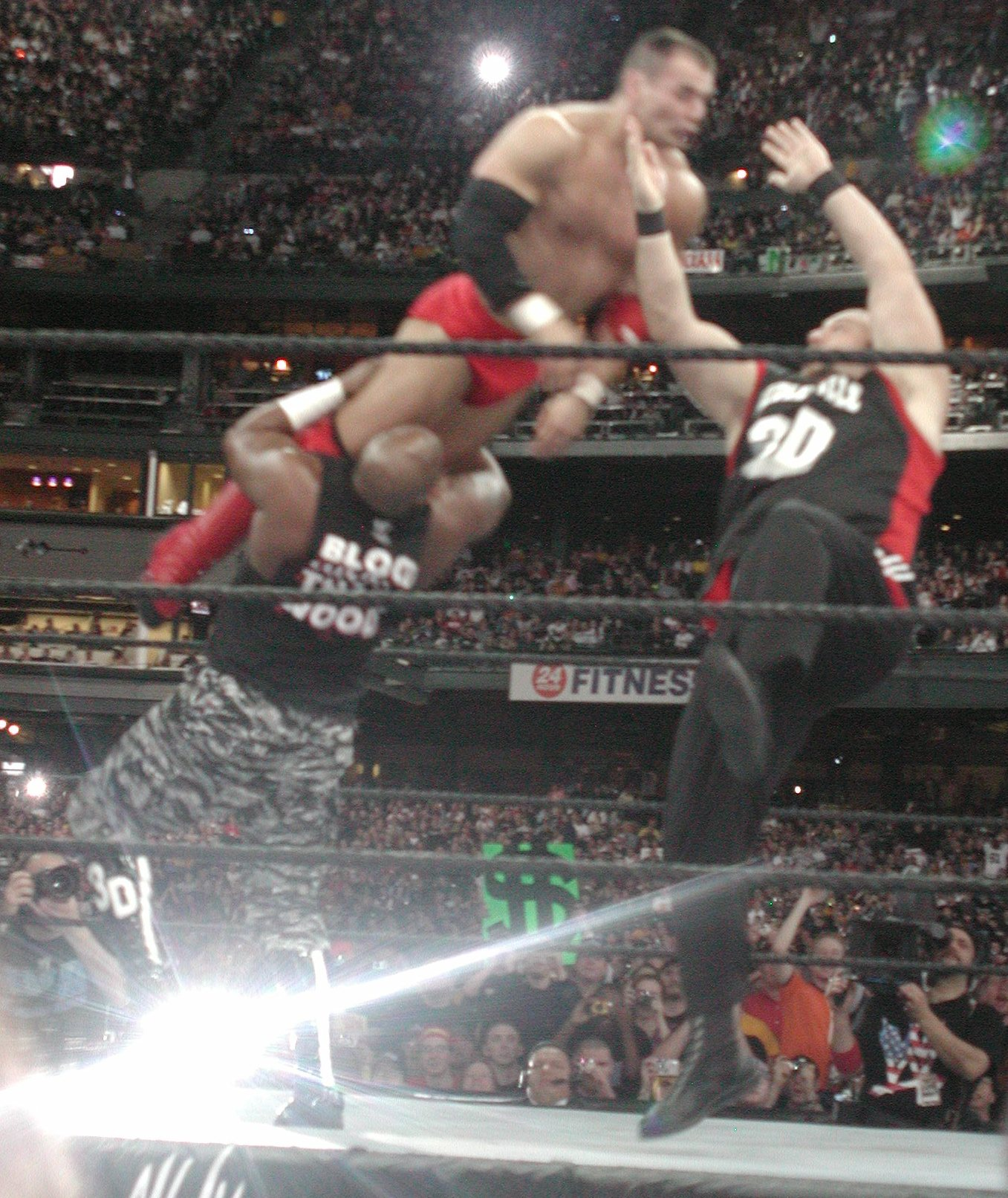
I Dudley Boyz mentre eseguono una 3D su Lance Storm
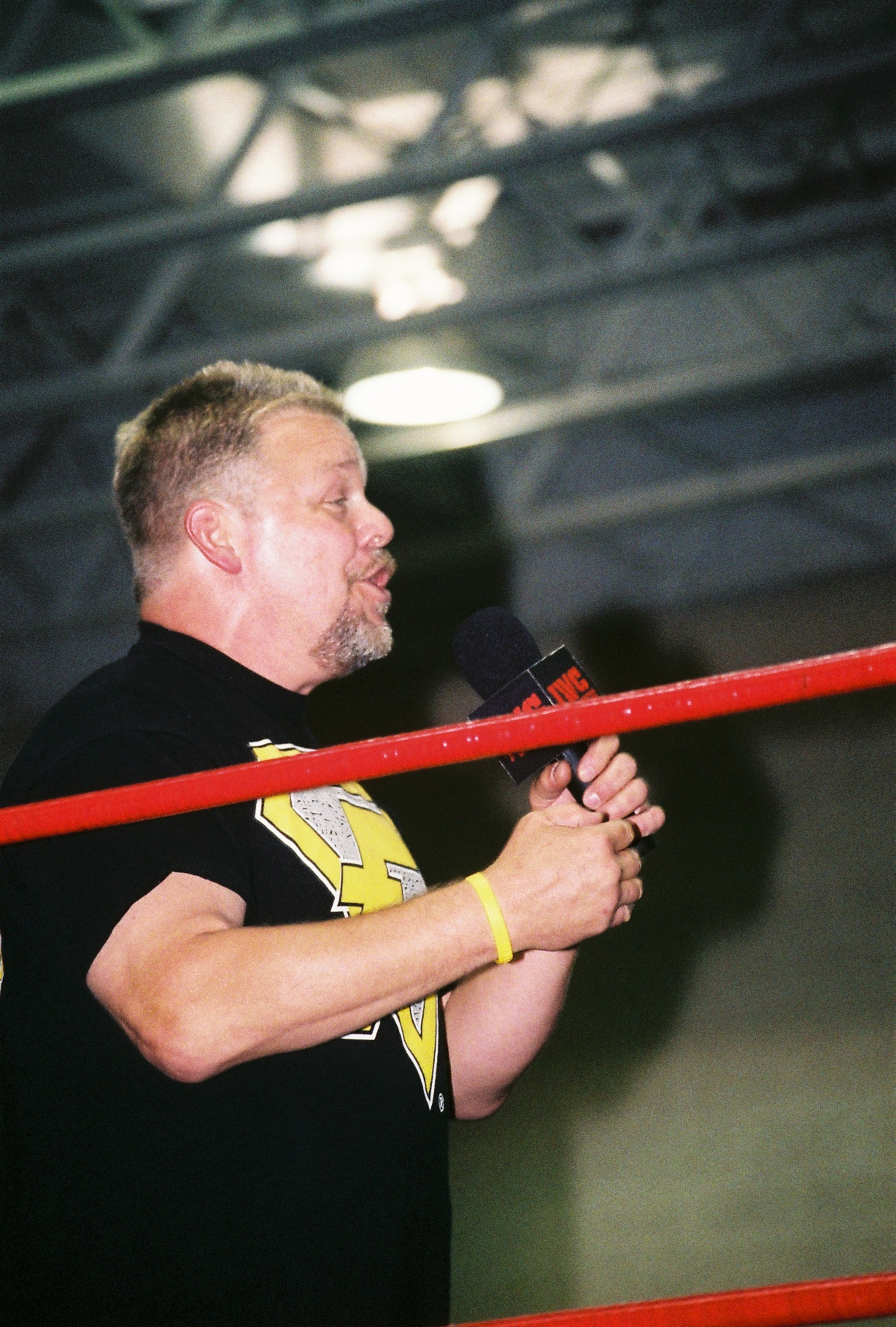
Shane Douglas
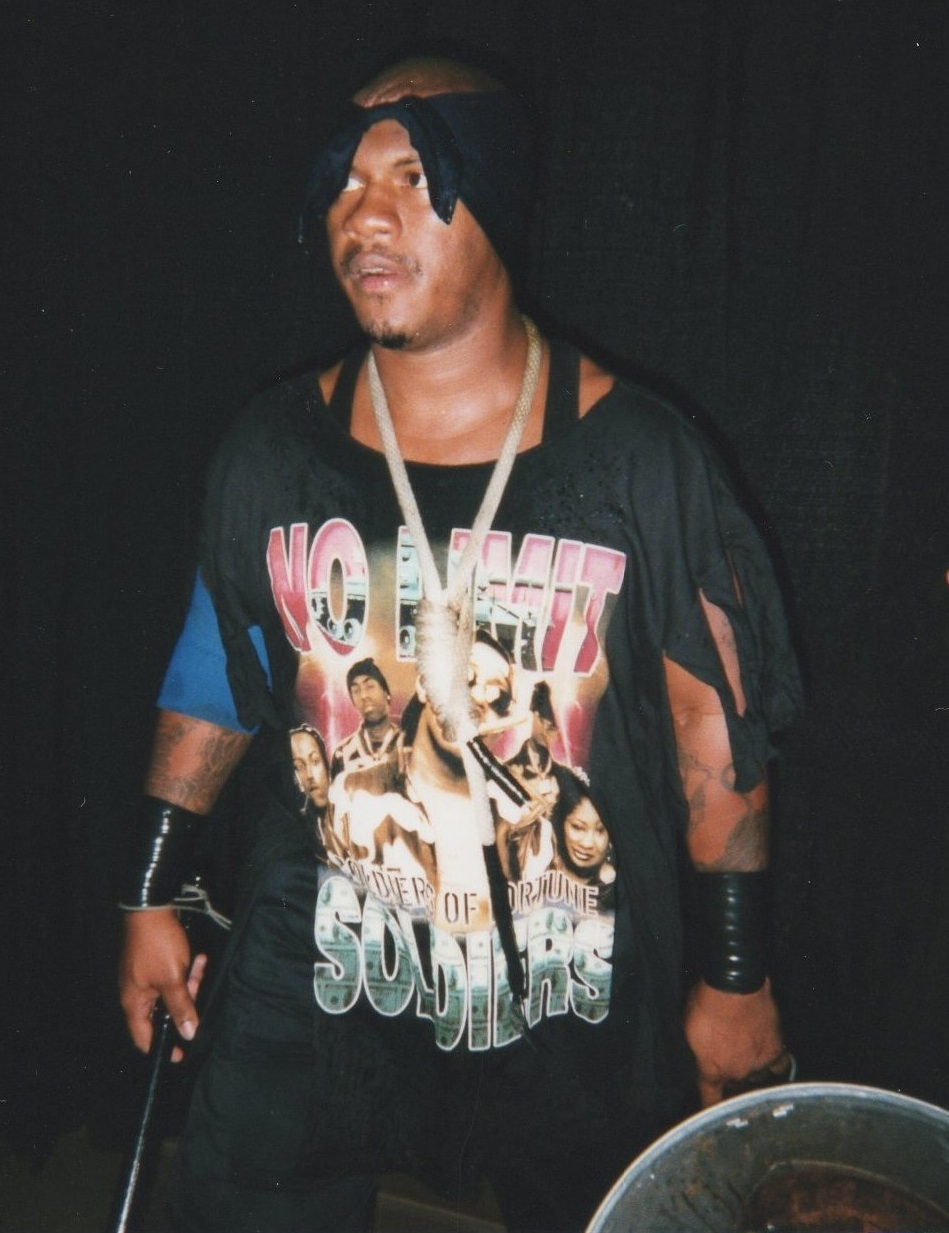
New Jack

### Caso Mass Transit
Il caso Mass Transit è un incidente accaduto il 23 novembre del 1996 a Revere, Massachusetts, durante un match della ECW.
Un aspirante wrestler di 158,8 kg di nome Eric Kulas convinse l'allora presidente e booker della federazione Paul Heyman a farlo combattere con lo pseudonimo di Mass Transit in un tag team match assieme a D-Von Dudley contro "The Gangstas" (New Jack e Mustapha Saed). Kulas prese il posto del wrestler Axl Rotten, il quale avrebbe dovuto prendere parte al match ma che non si presentò quando fu il momento di disputare l'incontro. Il match si svolse nel corso di un house show organizzato a Revere.
Nel corso del match D-Von e Mustapha combatterono fuori dal ring mentre New Jack e Kulas lottarono al suo interno. Il match seguva una trama molto semplice e dove Mustapha teneva D-Von lontano dal ring mentre New Jack colpì ripetutamente Kulas con diversi oggetti (foreign object) come delle sedie ed un tostapane. Sul finale del match New Jack procurò una ferita sulla fronte a Kulas per un bladejob, ma le cose non andarono nel verso sperato poiché il taglio procurò una ferita di gravi entità e Jerome Young, il wrestler che interpreta la gimmick di New Jack, venne arrestato al termine del match ed il primo PPV della ECW, che si sarebbe dovuto svolgere pochi giorni dopo, venne cancellato.
Le autorità in seguito appurarono che Kulas mentì ad Heyman circa la sua età e le sue precedenti esperienze sul ring dato che in realtà aveva solo 17 anni (non 23 come aveva dichiarato) e non si era mai sottoposto ad alcun allenamento professionale come wrestler.
Tre anni dopo l'incidente Jerome "New Jack" Young fu accusato di aggressione a mano armata e denunciato dalla famiglia Kulas. Dopo aver sentito della richiesta fatta da Eric Kulas a New Jack di "fargli prendere colore" (dall'inglese make him "get color", richiesta ritenuta assimilabile al "farlo sanguinare") una giuria dichiarò Young non colpevole di tutte le accuse dal punto di vista penale ed in seguito fu dichiarato non perseguibile nemmeno per via civile.
L'incidente ebbe anche conseguenze nell'immediato poiché il primo PPV della ECW Barely Legal, venne cancellato dal provider IN DEMAND e Paul Heyman come ammise nel DVD "The Rise and Fall of ECW", supplicò la IN DEMAND di mandarlo in onda riuscendo a convincerli e l'evento fu trasmesso alcuni mesi dopo.
Alcuni wrestler che testimoniarono in favore di Jerome Young al processo sostennero che Eric Kulas assunse un comportamento estremamente arrogante ed esigente nel backstage prima del match e quando gli fu detto che avrebbe dovuto subire un bladejob nel corso del match, Kulas chiese a Young di ferirlo, giacché lui non ne era capace perché non l'aveva mai fatto prima. Dissero inoltre che Stephen Kulas, il padre del ragazzo che si trovava tra gli spettatori a bordo ring, sgridò e criticò The Gangstas nel corso del match ed urlò "He's only 17!" (ingl.: "Ha solo 17 anni!") e "Take it easy on him, he's just a kid!" ("Andateci piano con lui, è solo un ragazzino!") nel momento in cui lo isolarono da D-Von e lo colpirono assieme. Quando fu il momento di ferire Kulas, a detta di Young questi si spostò, causando un taglio con la lametta ben più profondo di quanto pianificato, tranciando due arterie poste sulla fronte; la ferita richiese cinquanta punti di sutura. Nel documentario non autorizzato di Jeremy Borash "Forever Hardcore" Young sostenne di aver utilizzato un bisturi.
Un video girato nel corso del match mostrò New Jack chiedere a Kulas: "You alright?" ("Stai bene?"); alcuni considerano il suo agire subito dopo l'azione come parte dello spettacolo e non come rappresentazione di un'effettiva preoccupazione. Dopo il bladejob The Gangstas colpirono ancora di più Eric Kulas, spingendo Stephen Kulas ad urlare di suonare la campanella per terminare l'incontro.
Quando i medici arrivarono sul ring per aiutare Kulas, New Jack prese il microfono e disse chiaramente che non gli importava affatto della salute del ragazzo. New Jack sostenne in seguito che quando scoprì che Kulas aveva mentito non provò alcun rimorso per quanto accaduto.
Un video girato con una telecamera da un fan è tuttora molto diffuso nella comunità di appassionati di wrestling su internet.
Eric Kulas morì il 12 maggio 2002 all'età di 22 anni, in seguito a delle complicazioni sorte dopo un intervento di bypass gastrico.
In un libro edito della World Wrestling Entertainment (WWE) Heyman ricorda che Stephen Kulas ed un wrestler che era in loro compagnia garantirono per Eric, confermando che il giovane aveva frequentato la scuola di wrestling di Killer Kovalski. Nel libro si racconta che mentre i medici lo portavano via il giovane venne scortato da Tommy Dreamer, il quale gli tenne la mano. Mentre passava accanto agli spettatori, Kulas mostrò loro il dito medio, volendo portare avanti la gimmick del "bad guy".
TNN
ECW su TNN è stato un programma televisivo americano di wrestling trasmesso su TNN (ora Spike TV). Creato da Paul Heyman, il proprietario della Extreme Championship Wrestling (ECW), ha presentato i match originali della ECW, in onda il venerdì sera, era l'unico programma nazionale televisivo nella storia della ECW. L'episodio finale andò in onda il 6 ottobre 2000.
Origine
Nel 1999, Heyman ha firmato un contratto triennale con TNN, nella speranza di ampliare il business. Prima di essere trasmessi su TNN, gli spettacoli della ECW erano trasmessi solo tramite syndication. TNN trasmetteva la ECW il venerdì sera nella speranza di aumentare l'audience da parte dei giovani ragazzi. Grazie alla ECW, TNN ricevette un aumento dell'audience da parte di ragazzi specialmente maschi.
I primi segni di un rapporto roccioso tra l'ECW e la TNN è avvenuto quando il presidente David Hall implicava che il programma sarebbe stato "attenuato" dalla solita roba ECW, ovvero i match più violenti. A causa dell'ascesa della WWF, i DVD della ECW erano in caduta, e a causa di ciò il presidente della ECW Paul Heyman sostenne che le richieste della TNN di abbassare i contenuti estremi della ECW erano eccessivi.
Cancellazione
ECW venne trasmesso su TNN per circa 13 mesi e mezzo, poi però il 25 settembre 2000 sulla stessa rete cominciò a venire trasmesso WWF RAW, e dopo 2 settimane la ECW cedette alla forza della WWF e lo show venne cancellato dal canale.

## Rinascita
Nel giugno 2006 la World Wrestling Entertainment (WWE) diede ufficialmente vita ad un nuovo brand noto come ECW. Prima ancora, la federazione organizzò due eventi speciali in pay-per-view nel 2005 e nel 2006 chiamati ECW One Night Stand.

### Hardcore Homecoming
Shane Douglas organizzò un altro show commemorativo sulla ECW chiamato Hardcore Homecoming il 10 giugno 2005 nella ECW Arena. Lo show non fu ufficialmente uno show commemorativo sulla federazione in quanto la WWE possiede tutti i diritti sul nome ECW. Visto il grande successo, il roster che ha preso parte ad Hardcore Homecoming ha organizzato un tour negli Stati Uniti.

## Titoli
| Titolo                             | Debutto                                     | Ritiro                                     | Note   |
| ---------------------------------- | ------------------------------------------- | ------------------------------------------ | ------ |
| ECW World Heavyweight Championship | 25 aprile 1992 in ECW 13 giugno 2006 in WWE | Aprile 2001 in ECW 16 febbraio 2010 in WWE | [ 7 ]  |
| ECW World Tag Team Championship    | 23 giugno 1992                              | Aprile 2001                                | [ 8 ]  |
| ECW World Television Championship  | 12 agosto 1992                              | Aprile 2001                                | [ 9 ]  |
| ECW FTW Heavyweight Championship   | 14 maggio 1998                              | 21 marzo 1999                              | [ 10 ] |
| ECW Maryland Championship          | 16 ottobre 1993                             | 1993                                       | [ 11 ] |
| ECW Pennsylvania Championship      | 14 maggio 1993                              | 1993                                       | [ 12 ] |

## Eventi della ECW

### Eventi a pagamento
| Mese      | Evento a pagamento               |
| --------- | -------------------------------- |
| Gennaio   | Guilty as Charged (1999–2001)    |
| Febbraio  | CyberSlam (1996–1998)            |
| Marzo     | Living Dangerously (1998–2000)   |
| Aprile    | Barely Legal (1997)              |
| Aprile    | CyberSlam (1999–2000)            |
| Maggio    | Wrestlepalooza (1998)            |
| Maggio    | Hardcore Heaven (1999 & 2000)    |
| Giugno    | One Night Stand (2005–2006)†     |
| Giugno    | Hardcore Heaven (1996)           |
| Luglio    | Heat Wave (1994–1997; 1999–2000) |
| Luglio    | Hardcore Heaven (1995)           |
| Agosto    | Hardcore Heaven (1994 & 1997)    |
| Agosto    | Heat Wave (1998)                 |
| Settembre | Anarchy Rulz (1999)              |
| Ottobre   | Anarchy Rulz (2000)              |
| Novembre  | November to Remember (1997–2000) |
| Dicembre  | Massacre on 34th Street (2000)   |
| Dicembre  | December to Dismember (1995)     |
| Dicembre  | December to Dismember (2006)†    |

† Prodotto dalla World Wrestling Entertainment.